# Laburrus songoricus
Laburrus songoricus är en insektsart som beskrevs av Mitjaev 1971. Laburrus songoricus ingår i släktet Laburrus och familjen dvärgstritar. Inga underarter finns listade i Catalogue of Life.